# Kanton Pamiers-Est
Pamiers-Est is een voormalig kanton van het Franse departement Ariège. Het kanton maakte deel uit van het arrondissement Pamiers. Het werd opgeheven bij decreet van 18 februari  2014 met uitwerking op 22 maart 2015.

## Gemeenten
Het kanton Pamiers-Est omvatte de volgende gemeenten:
- Arvigna
- Bonnac
- Le Carlaret
- Les Issards
- Ludiès
- Pamiers (deels, hoofdplaats)
- Les Pujols
- Saint-Amadou
- La Tour-du-Crieu
- Villeneuve-du-Paréage